# Mille cube
Pour les articles homonymes, voir Mi-3.
Un mille cube (abréviation : mi cu ou mi3) est une unité de volume impériale, ne faisant pas partie du système métrique. Elle est utilisée aux États-Unis, au Canada et au Royaume-Uni. Elle est définie comme le volume d'un cube ayant des côtés de 1 mille (~ 1,609 kilomètre) de longueur.

## Symboles
Il n'y a pas de symbole universellement reconnu. Les symboles suivants sont utilisés :
- mille cube
- mille/-3
- mi/-3
- mille^3
- mi^3
- mile3
- mi3

Dans le monde anglo-saxon :
- cubic mile
- cu mile
- cu mi

## Conversions
| 1 mille cube | = | 512                       | furlongs cubes       |
|              | = | 5 451 776 000             | yards cubes          |
|              | = | 147 197 952 000           | pieds cubes          |
|              | = | 3 379 200                 | acre-foot            |
|              | = | 4,168 181 825 440 579 584 | kilomètres cubes     |
|              | ≈ | 916 871 822 916           | gallons impériaux    |
|              | ≈ | 1 101 117 140 000         | gallons américains   |
|              | ≈ | 114 608 977 865           | boisseaux impériaux  |
|              | ≈ | 118 282 962 000           | boisseaux américains |
|              | ≈ | 26 217 074 762            | barils               |